# Jan Gerben Stephanus Bruinsma
Jan Gerben Stephanus Bruinsma (Utrecht, 8 juli 1913 – Beverwijk, 27 juli 1975) was een Nederlands politicus van de KVP.
Na het gymnasium doorlopen te hebben werd hij in september 1933 volontair bij de gemeentesecretarie van Oudewater. Ruim een jaar later kwam hij als ambtenaar ter secretarie in dienst bij bij de gemeente Utrecht. Hij was daar chef van de afdeling bevolking toen hij uit Nederland vertrok in een poging het neutrale Zwitserland te bereiken. Toen dat niet lukte keerde hij terug naar Nederland en kreeg een leidende rol in het verzet in Zuid-Holland onder de schuilnaam 'Joost van Rijn'. 
Na de bevrijding in 1945 werd hij secretaris van de propaganda-commissie van Nederlands Volksherstel (NVH). Eind 1945 werd hij benoemd tot adjunct-secretaris en chef van de afdeling Justitie en Politie van het 'Centraal Orgaan op de Zuivering van het Overheidspersoneel' (COZO). In juli 1946 werd hij benoemd tot adjunct-secretaris van de commissie die de regering adviseerde voordat overgegaan werd tot definitief ontslag op basis van het zuiveringsbesluit. Daarnaast was hij lid van de gemeenteraad van Delft. In maart 1947 werd Bruinsma benoemd tot burgemeester van Bolsward en in januari 1957 volgde zijn benoeming tot burgemeester van Beverwijk. Tijdens dat burgemeesterschap overleed hij in 1975 op 62-jarige leeftijd.

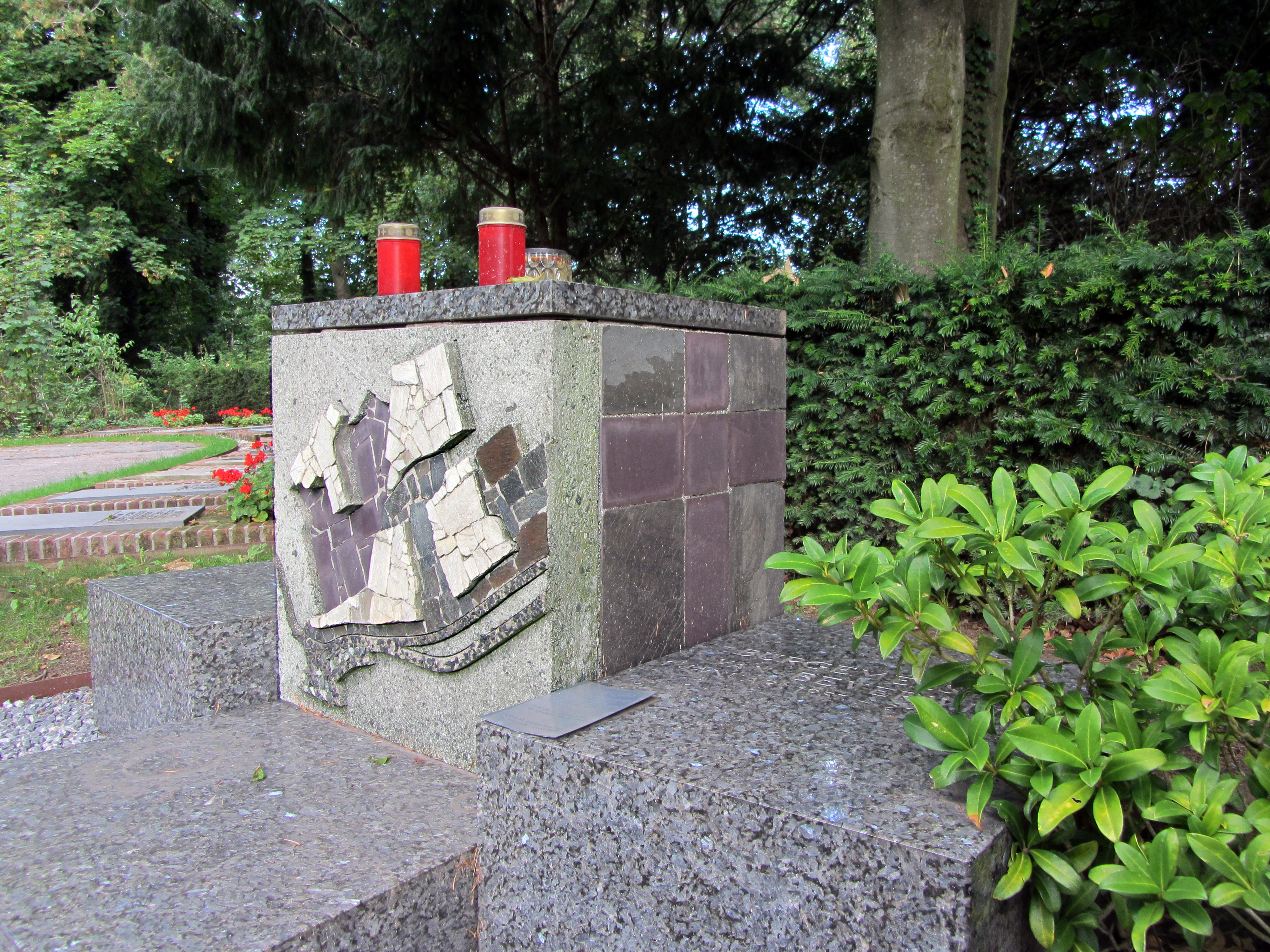
Grafmonument van J.G.S. Bruinsma op begraafplaats Duinrust te Beverwijk